# Ammitocyon kainos
L'ammitocione (Ammitocyon kainos) è un mammifero carnivoro estinto, appartenente agli anficionidi. Visse nel Miocene superiore (circa 9 milioni di anni fa) e i suoi resti fossili sono stati ritrovati in Spagna.

## Descrizione
Questo animale aveva un aspetto intermedio tra quello di un cane e quello di un orso, e le dimensioni potevano essere simili a quelle di un puma. L'apparato masticatorio di Ammitocyon era estremamente specializzato, ed era caratterizzato dalla perdita dei premolari mesiali (secondo e terzo premolare superiore e i primi tre premolari inferiori) e dei terzi molari, sia superiori che inferiori. Un aspetto curioso del cranio di Ammitocyon era dato dalla notevole robustezza del muso e della parte anteriore della mandibola, decisamente in contrasto con i premolari e i molari sottili e molto taglienti. Lo scheletro postcranico era eccezionalmente robusto, uno dei più robusti tra tutti i caniformi noti di grosse dimensioni.

## Classificazione
Ammitocyon è un rappresentante specializzato degli anficionidi, un gruppo di carnivori imparentati alla lontana con i canidi. In particolare, Ammitocyon è stato ascritto alla sottofamiglia Thaumastocyoninae, comprendente forme particolarmente specializzate a livello dentario e ipercarnivore, come Thaumastocyon; tra questi ultimi, sembra che Ammitocyon fosse il più specializzato, e in ogni caso è il più recente taumastocionino noto.
Ammitocyon kainos venne descritto per la prima volta nel 2021, sulla base di resti fossili precedentemente attribuiti con qualche dubbio al genere Thaumastocyon e rinvenuti nel giacimento di Cerro de los Batallones nei pressi di Madrid.

## Paleoecologia
Ammitocyon era senza dubbio un ipercarnivoro, ma le sue caratteristiche cranio-dentarie non permettono di chiarire ulteriormente il suo stile di vita, e sembrano in contrasto con la notevole robustezza dello scheletro postcranico. Ammitocyon, pertanto, è considerato un genere enigmatico dagli adattamenti ecologici unici.